# Shesha

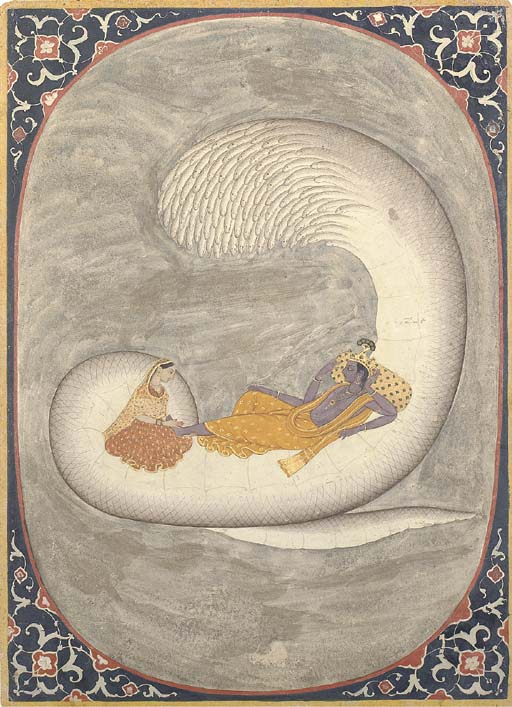
El dios hinduista Visnú descansa sobre la blanca serpiente de muchas cabezas Ananta-Shesha, mientras la diosa Laksmí masajea sus «pies de loto».

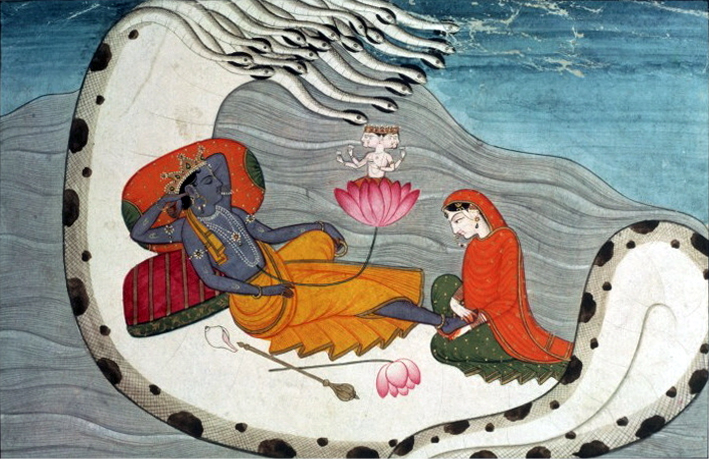
El dios Visnú y la diosa Laksmí sobre Shesha Naga (representado con 19 cabezas); el dios Brahmá emerge de un loto que nace en el océano formado en el ombligo de Visnú. Pintura de ca. 1870.

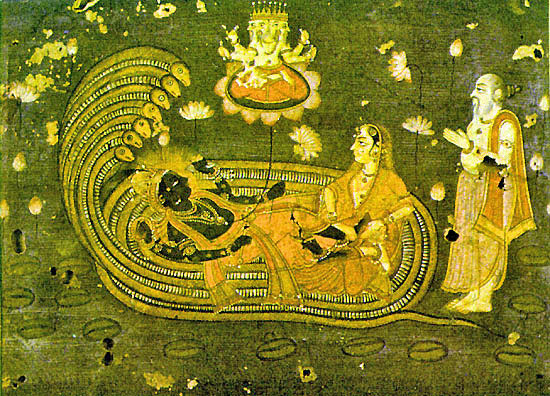
Shesha-shaia Visnú (el Visnú que se acuesta sobre Shesha).

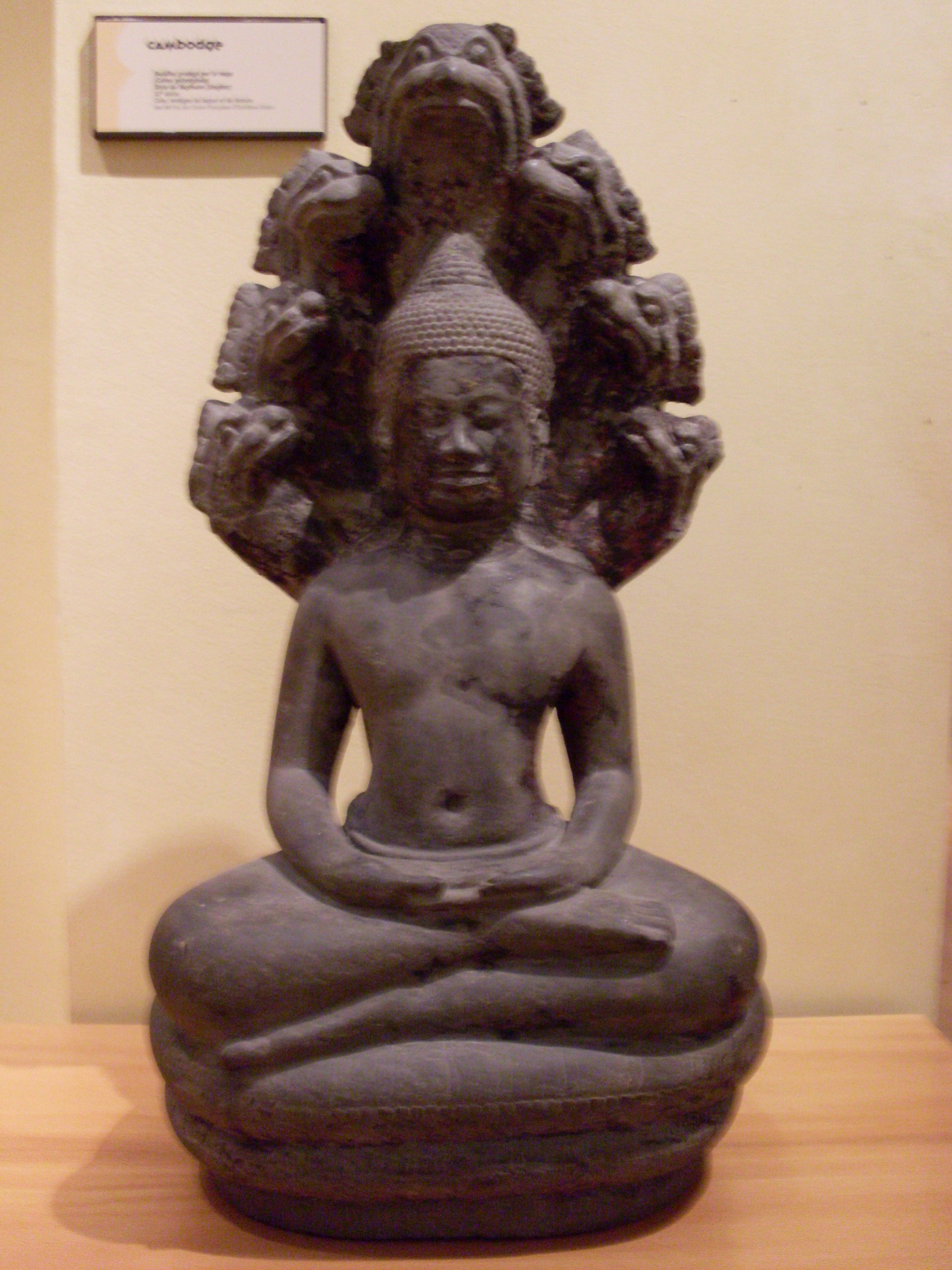
Buda protegido por el rey de los nagas Muchilinda Ananta Shesha (esta es una manera de indicar que Buda es una encarnación de Visnú, ya que Shesha sólo cubriría a ese dios).

En el hinduismo, Shesha es una serpiente masculina divina, rey de todos los nagas (serpientes), uno de los seres primigenios de la creación.
- Śeṣa, en AITS (alfabeto internacional de transliteración del sánscrito).
- शेष, en escritura devanagari del sánscrito.

De acuerdo con el Bhágavata-purana (siglo XI) es un avatar de Dios.
En los Puranas se dice que Shesha sostiene a todos los astros del universo sobre sus caperuzas, mientras canta las glorias de Visnú con todas sus bocas.

## Otros nombres
Sankarshan (‘completamente atractivo’ o el que mantiene todo junto)
- An-anta (in-finito).
- Ananta Shesha (infinito Shesha)
- Ananta-sesha
- Anantasesha
- Adi Shesha (primigenio Shesha).
- Adisesha
- Adi-shesha
- Shesha Naga (Sesha, el serpiente)
- Shesha-naga
- Sheshanaga
- Naga Shaiana (serpiente acostado)

## Iconografía
Generalmente Shesha se representa como una serpiente enorme que flota enroscada sobre el océano universal, siendo la cama sobre la que está acostado Visnú.
A veces se lo pinta con cinco o con siete cabezas, aunque la forma más común de representación tiene unas veinte cabezas.
A veces cada cabeza tiene una corona.
Su nombre proviene de la raíz sánscrita śiṣ (‘lo que queda’), debido a que cuando todo el universo se destruye al final de cada kalpa, Shesha permanece inalterado.
A Visnú acostado sobre Shesha se lo conoce como Shesha-shaii Vishnú.
En una historia llamada «el batido del océano de leche», que se presenta en varios Puranás, los devas (dioses) y los asuras (demonios) tiraron de la cabeza y la cola de Shesha para hacer girar el monte Mandara (o el monte Meru) y así batir el océano de leche.
De acuerdo con el primera capítulo («Adi Parva») del texto épico Majábharata, su padre era el sabio Kashiapa y su madre Kadru.
La ciudad de Thiruvananthapuram (en el sur de la India) recibe ese nombre en honor a Anantha (Shesha).

## Avataras
Se considera que algunos personajes más o menos legendarios de la India son avataras de Shesha (o —según cada credo hinduista— viceversa: la serpiente Shesha sería apenas una encarnación del personaje):
- Lakshmana, hermano menor del dios rey Rama.
- Balarāma, hermano mayor del dios Krishná.
- Patañjali (siglo II a. C.), autor de los Yoga Sutras, así como de un tratado de gramática y otro de ayurveda (medicina). Se lo considera una encarnación de Shesha. Se lo representa con la mitad superior del cuerpo en forma humana, y con la parte inferior en forma de serpiente.
- Nityananda (1474 – c. 1540) religioso bengalí, compañero íntimo del santón Chaitania.

## Citas
- «La manifestación más importante de Krishná es Sankarshana, quien es conocido como Ananta. Él es el origen de todas las encarnaciones que aparecen en este mundo material. Antes de la encarnación de Krishná, este Sankarshana original aparecerá como Baladeva, sólo para complacer a Krishná en sus pasatiempos» (Srimad Bhagavatam 10, 1, 24).
- «Sri Shuka dijo: “A 30.000 ioyanas [386 000 km] debajo del planeta Patala vive otra expansión de una expansión de Bhagaván [Dios], relacionado con la oscuridad, llamado Ananta. Las autoridades describen [que él piensa]: «Yo soy el devoto de Vishnú que mantiene juntos la visión y lo visible», así, con síntomas de orgullo, ese es Sankarshana» (Srimad Bhagavatam 5, 25, 1).
- En la Bhagavad-Guitá, el dios Krishná le dice a su amigo, el militar Árjuna: «Entre las serpientes soy Vasuki. [...] Entre los nagas soy Ananta [10, 29].